# Elaphoglossum brausei
Elaphoglossum brausei är en träjonväxtart som beskrevs av Eduard Rosenstock. Elaphoglossum brausei ingår i släktet Elaphoglossum och familjen Dryopteridaceae. Inga underarter finns listade.